# Johan Lindroos (musikjournalist)
Johan Lindroos,  var musikchef på Radio X3M (YLE).
Han har jobbat på Radio X3M på heltid sedan 2001 som reporter (bland annat Tryckkokaren och X3M-T), programledare (bland annat 24 kvadrat, Musikrepubliken) och producent (Simosas Stiftelse, A-laget & Magnus och Petski på TV). Han efterträdde Anne Hietanen som musikchef på Radio X3M år 2011. 
Johan Lindroos har tillsammans med Eva Frantz refererat Eurovision Song Contest (ESC) och finalen av Tävlingen för ny musik (UMK) för Svenska Yle år 2011-2016. Han var även en med i juryn som sållade ut bland de demon som tävlade om en plats i UMK 2012 och 2013. 
Våren 2012 var Lindroos en av panelisterna i tv-programmet De Eurovisa på Yle Fem, 2013-2019 hade han rollen som programledare tillsammans med Eva Frantz . 2016 började Lindroos tillsammans med Frantz De Eurovisa podcast.